# دايكي هاشيموتو
دايكي هاشيموتو (مواليد 7 أغسطس 2001) هو لاعب جمباز فني ياباني،شارك في أولمبياد 2020.
1. 1 2  "Hashimoto Daiki" (بالإنجليزية). Retrieved 2021-07-29.